# 安塔山 (坎奇斯省)
14°06′35″S 71°01′09″W / 14.10972°S 71.01917°W
安塔山（Anta），是秘魯的山峰，位於該國南部庫斯科大區，由坎奇斯省的切卡庫佩區和聖巴勃羅區負責管轄，屬於安地斯山脈的一部分，海拔高度4,915米。